# Wildbad Kreuth

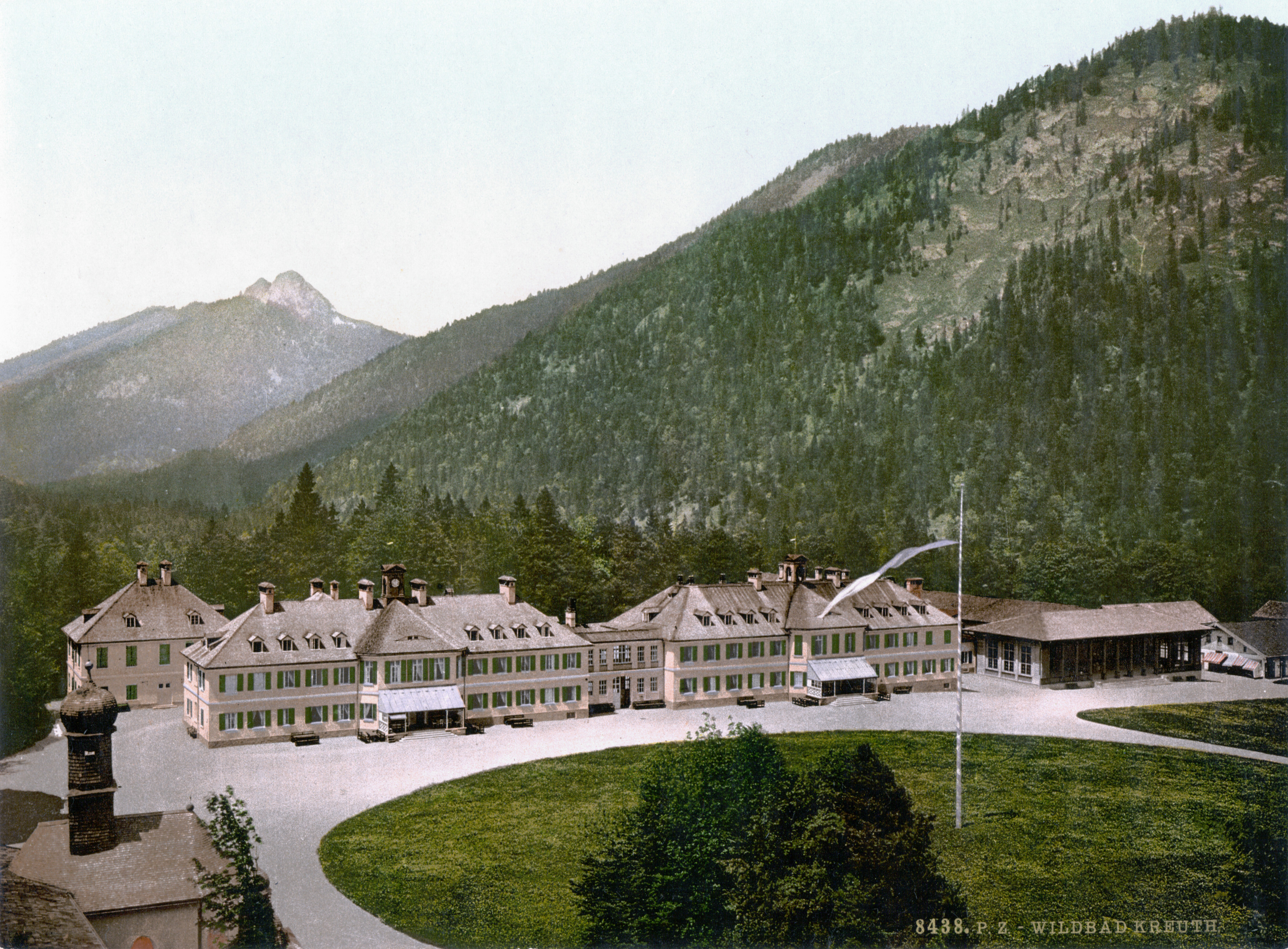
Wildbad Kreuth um 1900

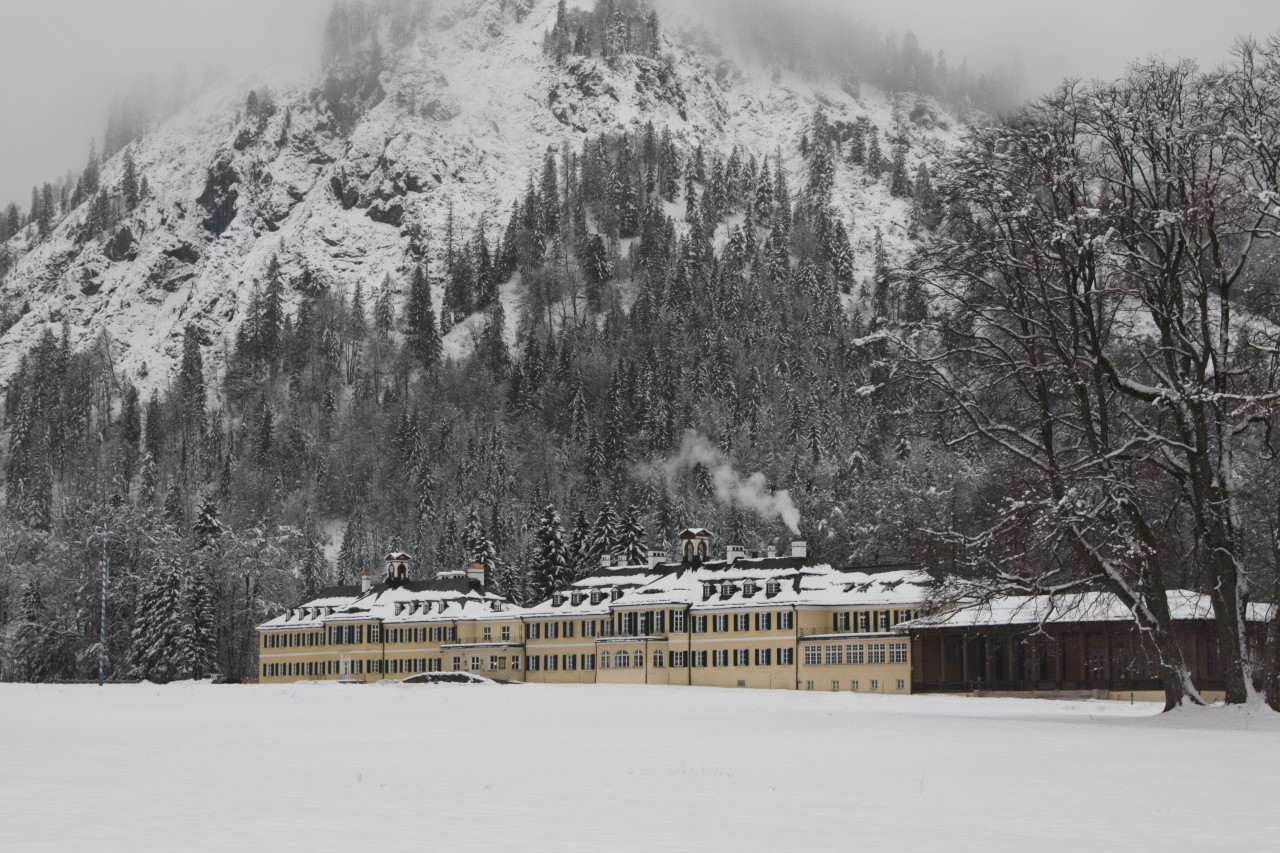
Wildbad Kreuth im Winter

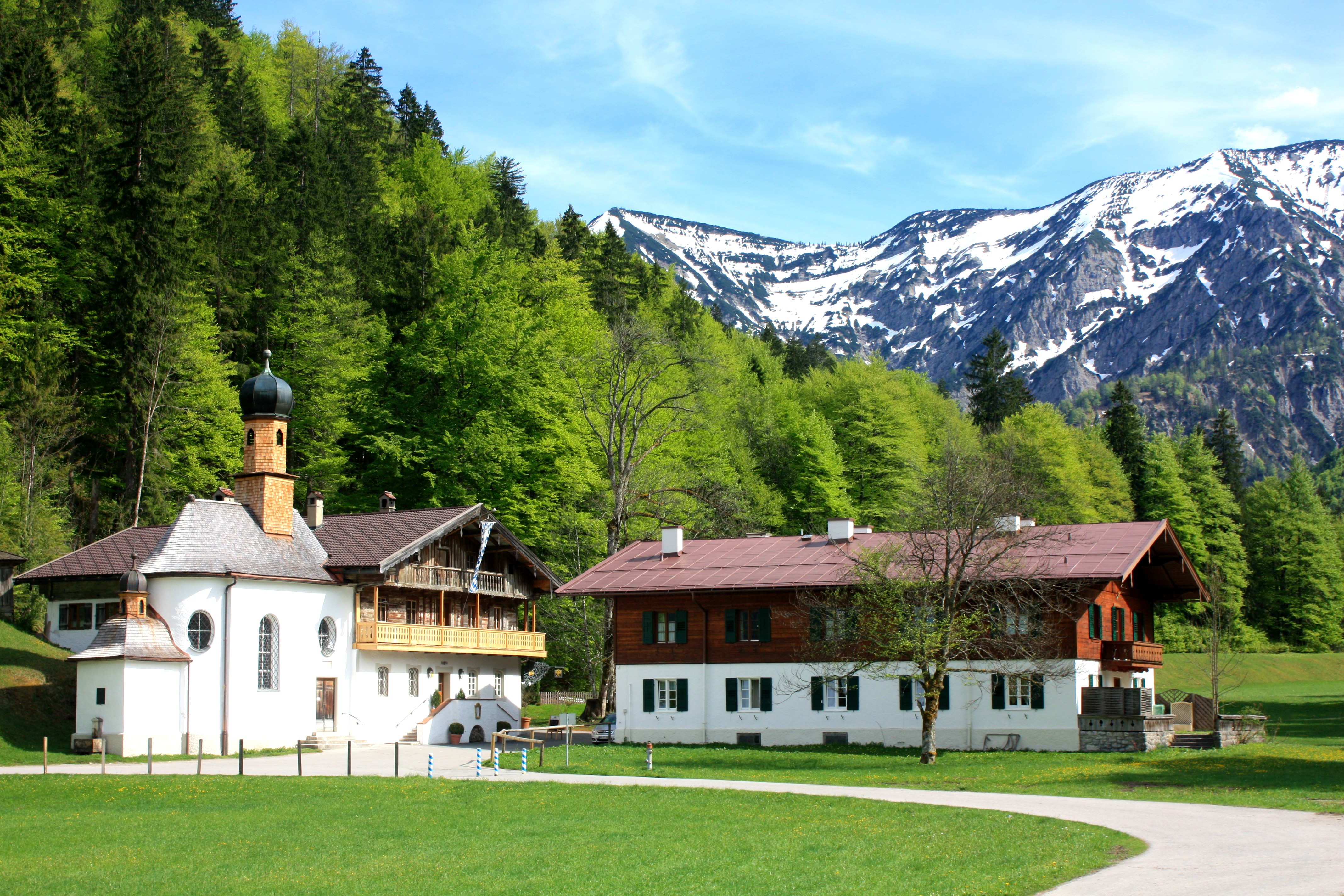
Altes Bad mit angebauter Kapelle

Wildbad Kreuth ist ein Gemeindeteil der Gemeinde Kreuth im oberbayerischen Landkreis Miesbach.

## Geographie
Der Weiler liegt nahe dem Tegernsee in Oberbayern. Er steht im Eigentum der Herzöge in Bayern aus dem Hause Wittelsbach und wird seit 2016 von Helene in Bayern, Tochter von Max Emanuel Herzog in Bayern, bewohnt. Der Ort wurde durch das Kloster Tegernsee als Heilbad genutzt und zog im 19. und frühen 20. Jahrhundert prominente Gäste an.
Wildbad Kreuth liegt an einem Hang des Hohlensteins oberhalb der teilweise schluchtartig in den Fels eingeschnittenen Felsweißach, einige Kilometer südlich vom Dorf Kreuth, südlich des Tegernsees. Die Felsweißach entspringt in den südlich gelegenen Blaubergen und mündet kurz hinter Wildbad Kreuth in die Weißach, die schließlich in den Tegernsee fließt.

## Gebäudebestand
Das sogenannte Alte Bad stammt im Kern von 1511, die angebaute Kapelle Heilig Kreuz von 1696. 
Der ab 1818 errichtete Hauptgebäudekomplex (zwei klassizistische durch einen kurzen Zwischenbau verbundene zweigeschossige Walmdach-Trakte mit kräftig vorspringenden Mittelrisaliten und nördlich angeschlossenem Saalbau mit Festsaal und Wandelhalle und weitere Gebäude) ist das ehemalige Sanatorium. Zentrales Bauwerk ist das „Neue Bad“. Der Sanatoriumsbetrieb endete 1973. Von 1974 bis 2016 wurde es als Bildungszentrum der Hanns-Seidel-Stiftung genutzt. Bundesweite Bekanntheit erlangte der Name durch den hier im Rahmen der Klausurtagung der CSU gefassten Kreuther Trennungsbeschluss. Seit 2016 steht es leer.

## Verkehr
Zu erreichen ist Wildbad Kreuth über die Bundesstraße 307, die vom Achenpass kommt und nach Tegernsee weiterführt. Es besteht eine Busverbindung zum Bahnhof Tegernsee, mit Anschluss an die Bayerische Regiobahn (BRB) in Richtung München über Holzkirchen (RB57).

## Geschichte
Der Legende nach wurde die heilende Wirkung der Schwefelquelle durch Jäger entdeckt, denen die Gesundung eines daraus trinkenden Rehs auffiel. Hirten und Bauern sollen die Quelle seitdem genutzt haben. 1490 wurde das Bad zum ersten Mal urkundlich erwähnt. 1511 wurde das alte Badehaus unter Abt Heinrich V. von Tegernsee erbaut. 1818 erwarb Maximilian I. Joseph, König von Bayern, zusammen mit dem säkularisierten Kloster Tegernsee auch das Wildbad Kreuth und ließ das heutige Gebäude errichten. Kurgäste waren unter anderen Kaiser Franz Joseph I., und die Kaiser Nikolaus I. und Alexander I.
Von 1924 bis zu seinem Tod 1960 lebte der Musiker und Volksmusiksammler Kiem Pauli in Wildbad Kreuth. Während des Zweiten Weltkrieges wurden die Gebäude im Rahmen der Kinderlandverschickung von Hamburger Schulen genutzt. Am Ende des Zweiten Weltkriegs ging das Sudhaus in Flammen auf, bis 1957 baute Ludwig Wilhelm in Bayern die Anlagen zu einem modernen Sanatorium um. Das Bad steht weiterhin im Eigentum der Herzöge in Bayern des Hauses Wittelsbach. Sie betrieben das Heilbad bis 1973.
1974 pachtete die Hanns-Seidel-Stiftung das Gebäude und nutzte es nach einer Generalsanierung bis 2016 als Tagungshaus und Bildungszentrum. Bundesweit Aufsehen erregte 1976 der hier gefasste Kreuther Trennungsbeschluss der CSU, die – später zurückgenommene – Aufkündigung der Fraktionsgemeinschaft von CSU und CDU. In dieser Zeit fanden alljährlich im Januar die Klausurtagungen der CSU-Landesgruppe im Bundestag und der bayerischen CSU-Landtagsfraktion in Wildbad Kreuth statt. Bei der Landtagsklausur 2007 wurde der Rückzug von Edmund Stoiber als bayerischer Ministerpräsident eingeleitet.
2015 gab die Hanns-Seidel-Stiftung bekannt, dass der Eigentümer die jährliche Pacht von eher symbolischen 84.000 Euro auf 630.000 Euro erhöhen wolle, jeweils zuzüglich aller Unterhaltskosten. Die Stiftung erklärte, dass sie die Pacht des Gebäudes unter diesen Umständen nicht fortsetzen könne. Die Vermieterin widersprach der genannten Summe und erklärte, dass in den Verhandlungen noch keine Preise genannt worden seien. Im Juli 2015 entschied die Stiftung, den Mietvertrag Ende März 2016 auslaufen zu lassen.
Geplant sind ein Umbau und eine neue Nutzung, die Eigentümer benötigen dazu die Zusammenarbeit mit einem Investor. Nachdem zunächst ein Tagungshotel vorgesehen war, geht seit Anfang 2017 das Konzept von einem Sanatorium mit medizinischer Ausrichtung aus. Ende 2019 änderte Helene in Bayern ihre Ansichten erneut und legte bereits detailliert ausgearbeitete Pläne für den Umbau zu einem Hotel mit 80 Zimmern vor. Dazu würden die meisten bisher landwirtschaftlich genutzten Nebengebäude für eine Hotelnutzung umgebaut. Im Westen würde ein bestehender Stadel durch einen zweistöckigen Neubau ersetzt werden, das bisherige einstöckige Badehaus würde um ein Obergeschoss aufgestockt und zum modernen Bad- und Wellnessbereich umgebaut.
Im Dezember 2020 einigte sich Andreas Freiherr von Maltzan, Geschäftsführer der neugegründeten „Wildbad Kreuth Familien GmbH & Co.KG“, mit dem lokalen Hotelier Korbinian Kohler auf einen Erbbaurechtsvertrag betreffend ein fünf Hektar großes Areal inklusive des Hauptgebäudes von Wildbad Kreuth. Kohler plant ein Hotel mit Fokus auf seelische Erholung („Mental-Retreat“).

## Wanderungen
Wildbad Kreuth ist Ausgangspunkt für mehrere Wanderwege. Einer davon führt zu den Blaubergen und zum Schildenstein. Ein landschaftlich interessanter Punkt auf diesem Weg ist die kleine und die große Wolfsschlucht, in der das Wasser über mehrere Wasserfälle und Gumpen ins Tal fließt. Über einen anspruchsvollen, teilweise drahtseilgesicherten Steig können von hier der Schildenstein und die Blauberge erreicht werden. Weitere Wanderwege von Wildbad Kreuth aus führen zum Risserkogel sowie zu einigen Almen wie Sieben Hütten, Geißalm und Königsalm.

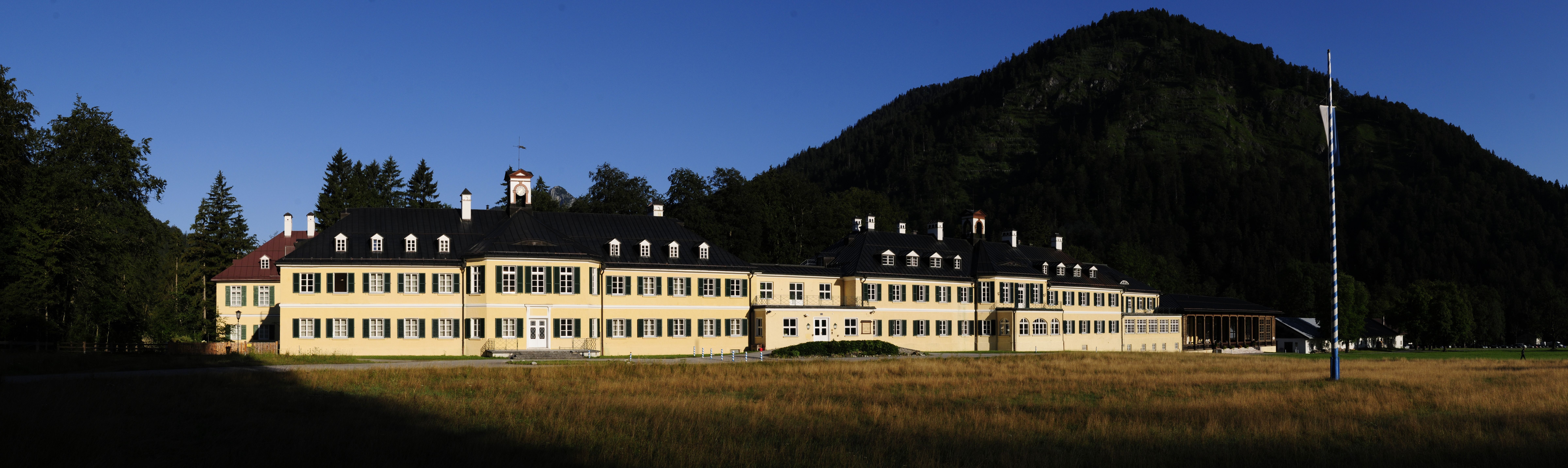
Wildbad Kreuth, Blick nach Osten, 2011

## Baudenkmäler
Es gibt 2 ausgewiesene Baudenkmäler.

## Bodendenkmäler
Es gibt 4 ausgewiesene Bodendenkmäler.